# Kasbat Troch
Kasbat Troch (franska: Kasbat Troch (CR), Kasbat Troch (Commune Rurale), arabiska: بني سمير) är en kommun i Marocko.   Den ligger i provinsen Khouribga och regionen Béni Mellal-Khénifra, i den norra delen av landet, 120 km söder om huvudstaden Rabat. Antalet invånare är 8 672.